# Charsznica (gmina)
Charsznica (do 1954 gmina Chodów) – gmina wiejska w województwie małopolskim, w powiecie miechowskim. W latach 1975–1998 gmina położona była w województwie kieleckim.
Siedziba gminy to Miechów-Charsznica.
Według danych z 30 czerwca 2004 gminę zamieszkiwało 7795 osób.

## Struktura powierzchni
Według danych z roku 2002 gmina Charsznica ma obszar 78,28 km², w tym:
- użytki rolne: 87%
- użytki leśne: 6%

Gmina stanowi 11,57% powierzchni powiatu.

## Demografia

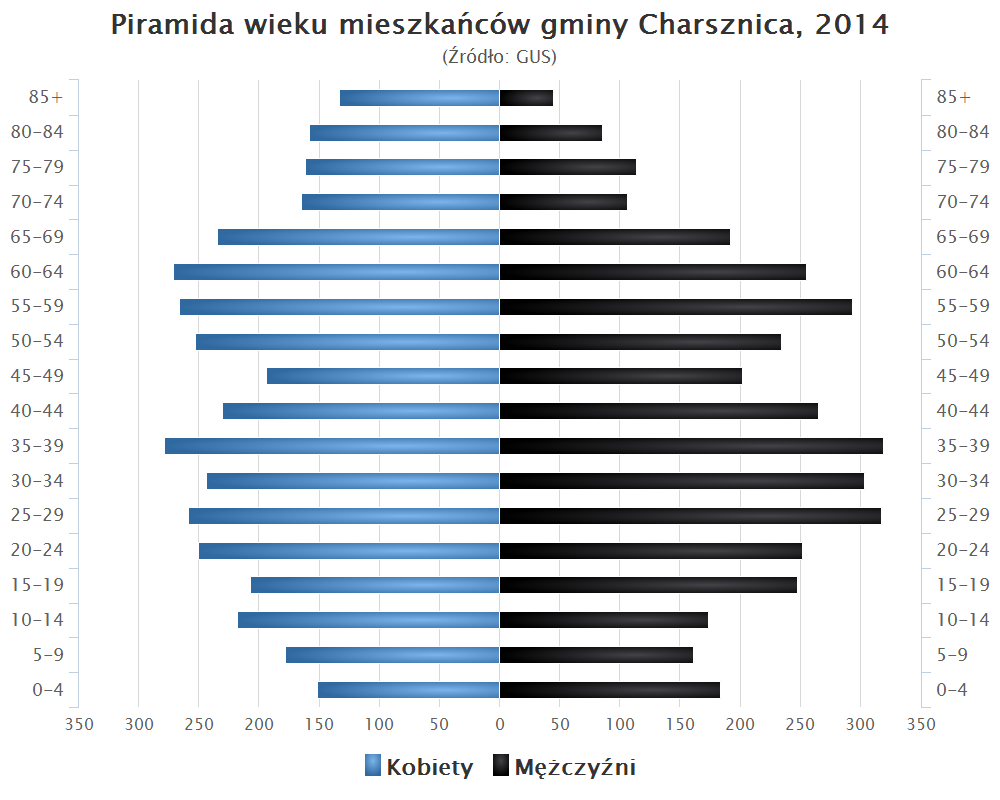
Piramida wieku mieszkańców gminy Charsznica w 2014 roku

Dane z 30 czerwca 2004:
| Opis                              | Ogółem | Ogółem | Kobiety | Kobiety | Mężczyźni | Mężczyźni |
| --------------------------------- | ------ | ------ | ------- | ------- | --------- | --------- |
| jednostka                         | osób   | %      | osób    | %       | osób      | %         |
| populacja                         | 7795   | 100    | 3970    | 50,9    | 3825      | 49,1      |
| gęstość zaludnienia (mieszk./km²) | 99,6   | 99,6   | 50,7    | 50,7    | 48,9      | 48,9      |

## Sołectwa
Charsznica, Chodów, Chodowiec, Ciszowice, Dąbrowiec, Jelcza, Marcinkowice, Miechów-Charsznica, Podlesice, Pogwizdów, Swojczany, Szarkówka, Tczyca, Uniejów-Kolonia, Uniejów-Parcela, Uniejów-Rędziny, Wierzbie, Witowice.

## Sąsiednie gminy
Gołcza, Kozłów, Książ Wielki, Miechów, Wolbrom, Żarnowiec.